# Cristino Castro
Cristino Castro este un oraș în Piauí (PI), Brazilia.